# کاندیرا
کاندیرا (به ترکی استانبولی: Kandıra) شهری است در کشور ترکیه که در استان قوجاایلی واقع شده‌است. جمعیت این شهر بر اساس سرشماری سال ۲۰۰۸ میلادی ۱۴٬۴۹۲ نفر و بر اساس برآوردهای سال ۲۰۰۹ میلادی ۱۰٬۴۲۷ نفر می‌باشد.